# Itō Hakudai

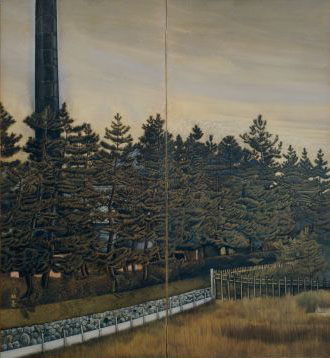
Kiefernallee, 1919

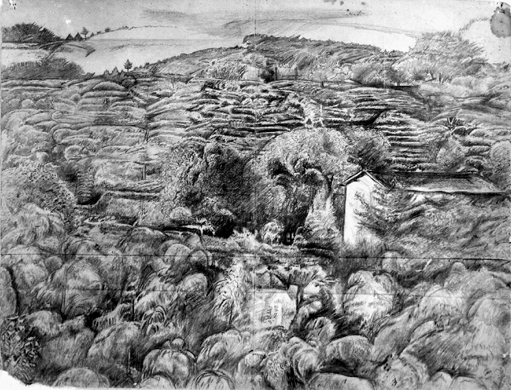
Rokujizō und Umgebung, um 1919

Itō Hakudai (japanisch 伊藤 柏台, eigentlicher Name Itō Shintarō (伊藤 新太郎); geb. 6. Januar 1896 in Kioto; gest. 7. März 1932) war ein japanischer Maler der Nihonga-Richtung  der Taishō- und frühen Shōwa-Zeit.

## Leben und Werk
Itō Hakudai wurde in Kyōto als zweiter Sohn eines Herstellers von Süßigkeiten mit dem Markennamen Hakke (柏家) geboren. 1914 machte er in Kioto seinem Abschluss an der „Städtischen Schule für Kunst und Kunstgewerbe“ (京都市立美術工芸学校|Kyōto shiritsu bijutsu kōgei gakkō). Dann bildete er sich weiter an der „Städtischen Hochschule für Malerei“ (京都市立絵画専門学校, Kyōto shiritsu kaiga semmon gakkō), an der er 1919 sein Diplom erhielt. Während seiner Fortbildung dort reichte er auf der 2. Ausstellung der „Kokuga sōsaku kyōkai“ (国画創作協会) das Bild „松並木“ (Matsunamiki, Kiefernallee) ein, das allerdings nicht angenommen wurde. Auf der 4. Ausstellung konnte er dann aber das Bild „冬の日“ (Fuyu no hi, Wintertag) ausstellen. Auf der 5. Ausstellung zeigte er „黄檗付近“ (Ōbaku fukin, Am Ōbaku), auf der 6. „松原庵“ (Matsubara-an, Matsubara-Klause) und auf der 7. „衣笠雷景“ (Kinugasa raikei, Gewitterlandschaft am Kinugasa).
1926 wurde Itō als Mitglied in die Kokuga sōsaku kyōkai aufgenommen, die sich allerdings zwei Jahre später auflöste. Er gründete im selben Jahr mit Malerfreunden die Shinju-sha (新樹社), die sich aber auch nach zwei Ausstellungen auflöste. 1931 zeigte Itō beim neu gegründeten Bjutsu.Club (美術クラブ) die Bilder „武蔵野ニテ“ (Musashino nite, Gegend von Musashino), „上桂付近ニテ“ (Kamikatsura fukin nite, Am Oberlauf des Katsura), „黄檗萬松崗“ (Ōbakuman matsuoka, Kiefernwald am Ōbaku), „太泰藪道“ (Uzumasa yabumichi, Gebüschweg in Uzumasa), „今熊野の夏“ (Imakumano no natsu, Sommer in Imakumano) und andere Bilder. Aber dann starb er 1932 zu Hause in Shibano Funaoka (柴野・船岡).
Itō interessierte sich auch für Haiku und pflegte freundschaftliche Beziehungen zum Dichter En’ya Ubei (塩谷鵜平; 1877–1940), der Zeilen wie „この寒サは痛タし柏台梅花仏“ (Kono samusa wa itashi Hakudai baika-Butsu, Der bei Kälte erkrankte Hakudai, ein Pflaumenblüten-Buddha) für ihn schrieb.
Itōs Bilder, oft Bilder bewaldeter Landschaften mit genauen Ortsangaben, ähneln oft Federzeichnungen. Durch die Zeitschrift „Shirakaba“ und über andere Quellen hatte er sich mit Rembrandt und Dürer beschäftigt.